# Working Families Party
De Working Families Party (WFP) is een progressieve politieke partij in de Verenigde Staten. Ze werd in 1998 gesticht in New York door een coalitie van vakbonden, middenveldorganisaties en leden van de toenmalige New Party. De Working Families Party is actief in tientallen staten, maar is vooral invloedrijk in de staat New York.
In een politiek landschap gedomineerd door twee grote partijen – de Democratische Partij en Republikeinse Partij – schuift Working Families soms eigen kandidaten naar voren in verkiezingen, maar kiest ze er doorgaans voor om een progressieve of linkse kandidaat van bijvoorbeeld de Democraten te steunen. In New York kan dat omdat electoral fusion er is toegestaan; waarbij één kandidaat meermaals op een stembiljet kan staan onder verschillende partijlabels. In de jaren 2010 en 2020 werden in een aantal lokale en staatsverkiezingen kandidaten van enkel de Working Families Party verkozen, zoals Nicolas O'Rourke in de gemeenteraad van Philadelphia.